# De Gerlache (Mondkrater)
De Gerlache ist ein Einschlagkrater der Südpolregion des Mondes.
Der Krater liegt in der Nähe des Südpols, die Entfernung vom südlichen Kraterrand aus beträgt ca. 1°, das entspricht ca. 30 km. In nördlicher Richtung stößt man auf den deutlich größeren Krater Drygalski. die nächstgelegenen Krater sind Sverdrup im Osten und Shackleton am Südpol. De Gerlache kann von der Erde aus gesehen werden, allerdings nur seitlich.
Der Kraterrand ist im Wesentlichen kreisrund. Wegen der südpolnahen Lage ist das Innere permanent beschattet, wohingegen es auf dem Kraterrand Punkte mit sehr langer Sonneneinstrahlung gibt, mit bis zu 84 % der Zeit. Da es in permanent beschatteten Regionen Wasservorkommen geben könnte, ist diese Gegend für künftige Mondmissionen interessant. Im Inneren findet sich ein weiterer ca. 15 km großer Krater.
Der Krater wurde 2000 von der IAU offiziell nach dem belgischen Polarforscher Adrien de Gerlache benannt.